# Cour Roba
La cour Roba est une impasse du quartier d'Outremeuse à Liège en Belgique.

## Description
Cette impasse privatisée est accessible via un arvô (passage voûté) passant par l'immeuble sis au no 2, rue Gravioule. Son extrémité touche l'arrière du site de l'école supérieure des arts Saint-Luc. Dans la cour son préservées trois enseignes en pierre sculptée :
| Enseigne                           | Rue                                   | Quartier   | Date | Inscription   | Note | Géolocalisation                   | Image |
| ---------------------------------- | ------------------------------------- | ---------- | ---- | ------------- | --- | --------------------------------- | ----- |
| Marteau couronné – 1764 (déplacée) | Rue Gravioule au fond de la cour Roba | Outremeuse | 1764 | 17 / 64       | Cette pierre n'est pas à son emplacement d'origine. Elle provient d'une démolition. Le marteau est l'emblème des fèbvres, il figure sur leur blason. Contrairement à l'enseigne de Neuvice, la couronne n'a pas été martelée. | 50° 38′ 38,98″ N, 5° 35′ 07,52″ E |       |
| Perron – 1672 (déplacée)           | Rue Gravioule au fond de la cour Roba | Outremeuse | 1672 | L / G 16 / 72 | Cette pierre n'est pas à son emplacement d'origine. Elle provient d'une démolition. | 50° 38′ 38,51″ N, 5° 35′ 06,69″ E |       |
| Sacré-Cœur – 1677 (déplacée)       | Rue Gravioule au fond de la cour Roba | Outremeuse | 1677 | 1677          | Cette pierre n'est pas à son emplacement d'origine. Elle provient d'une démolition. | 50° 38′ 39,07″ N, 5° 35′ 07,32″ E |       |

## Voies adjacentes
- Rue Gravioule